# Oizys
Dans la mythologie grecque, Oizys (en grec ancien Ὀϊζύς / Oïzús) est une divinité personnifiant la Détresse et la Misère. Elle est assimilée dans la mythologie romaine à Miseria et à Tristitia.

## Famille
Oizys est d'abord mentionnée chez Hésiode, qui la fait naître de Nyx sans intervention masculine, à l'instar de nombreuses autres divinités allégoriques. Chez Cicéron ou Hygin, elle naît de Nyx et Érèbe (les ténèbres).